# بلیک وورزلی
بلیک وورزلی (به انگلیسی: Blake Worsley) (زادهٔ ۷ نوامبر ۱۹۸۷) شناگر اهل کانادا است.